# Bitrufjörður
Der Bitrufjörður ist ein Fjord im Nordwesten Islands an der Ostseite der Westfjorde. 
Er ist ein Seitenarm des Húnaflói nördlich des Hrútafjörður. Bei einer Breite von 4 Kilometer reicht er 9,5 Kilometer weit ins Land hinein. Genau so weit ist die Landenge zum Gilsfjörður auf der Westseite der Westfjorde. Der Innstrandavegur  umrundet den Fjord. Von 1995 bis 2009 war dies noch ein Teil des Djúpvegurs . Am Fjord liegen keine Ortschaften, nur vereinzelte Höfe. 